# BBK Electronics
BBK Electronics (Guangdong BBK Electronics Industry Co., Ltd.) — китайская холдинговая компания, существовавшая в 1995—2023 годах, крупный производитель потребительской электроники и бытовой техники. Штаб-квартира находилась в Шэньчжэне, основные производственные мощности — в Дунгуане.
Компания основала ряд крупных дочерних компаний (Oppo и Vivo), с 2023 года независимых, которые внутри холдинга являлись основными разработчиками и производителями смартфонов.

## История
Дуань Юнпин свой первый миллиард юаней заработал на игровой приставке Subor, клоне Nintendo Entertainment System. На эти деньги в 1995 году он основал новую компанию, Bubugao (в переводе — «рост шаг за шагом»), позже сменившую название на BBK Electronics. Она начала выпуск проигрывателей CD- и DVD-дисков и MP3-плееров.
В 2004 году была создана дочерняя компания «Oppo», первой её продукцией стали DVD-плееры, но вскоре она начала производство мобильных телефонов, а также аудиоаппаратуры, включая достаточно дорогую и высоклассную. В 2010 году начал использоваться бренд «Oppo Real», в 2018 году он был выделен в дочернюю компанию «Realme». В 2013 году Oppo запустила новый бренд, «OnePlus», выпускаемая под ним продукция включала более дорогие модели смартфонов, которые продавались через Интернет и были ориентированы на продажи в Европе и Северной Америке.
Ещё одна дочерняя компания BBK, «Vivo», была основана в 2009 году, в 2011 году она выпустила свой первый смартфон. В 2019 году компанией Vivo был запущен бренд «Iqoo».

## Деятельность
По состоянию на II квартал 2023 года два бренда смартфонов, созданных «BBK Electronics», входили в первую пятёрку самых продаваемых в мире: Oppo занимал 10 % мирового рынка, а Vivo — 8 %.